# 吴雪 (书法家)
吴雪（1959年7月—），男，安徽蒙城人，中华人民共和国书法家、政治人物，现任安徽省文学艺术界联合会主席，曾挂职滁州市人民政府副市长。